# 郑红羽
郑红羽（1918年—1951年），原名郑成武，男，湖南大庸人，中国戏剧家、舞蹈家，曾任中华全国戏剧工作者协会和中华全国舞蹈工作者协会委员。

## 家庭
妻子车毅。长子郑红继。次子车晓彤，前儿媳王丽云，孙女车晓。
姐姐郑坚，姐夫盛成。